# Sony Ericsson K530i
Sony Ericsson K530i är en mobiltelefon som lanserades i juni 2007. Mobilen stödjer 3G. 

## Funktioner
- Meddelanden: sms, mms, E-post (med T9)
- Flöde: RSS
- Spel
- Musikspelare
- FM-radio med RDS
- Stöd för TrackID
- USB-anslutning (2.0)
- Diktafon, telefonbok, väckarklocka, kalender, timer